# Hylocomiadelphus
Hylocomiadelphus là một chi rêu trong họ Hylocomiaceae.